# The Best Damn Thing (singolo)
The Best Damn Thing è il quarto ed ultimo singolo estratto dall'omonimo album di Avril Lavigne. La canzone è stata scritta da Avril Lavigne in collaborazione con Butch Walker ed è uscito il 13 giugno 2008, anche se il video è stato trasmesso per la prima volta il 4 aprile.
Il genere della canzone riprende il pop-punk del primo singolo Girlfriend mixato con lo stile cheerleader.

## Video
Il 4 aprile 2008, Total Request Live ha trasmesso in esclusiva il video di The Best Damn Thing; l'Italia è la prima nazione al mondo a trasmettere il videoclip. Nel resto del mondo è partito il 14 aprile, al contrario delle voci che affermavano marzo.
Il video di The Best Damn Thing è stato diretto da Wayne Isham e filmato il 28 febbraio 2008; nel video si vede Avril in tre personaggi diversi: si apre con la Lavigne vestita da ragazza pon-pon che balla con le altre cheerleader, dopodiché appare con una felpa nera in una cantina che suona con la sua band, e un Avril dai capelli fucsia sdraiata su un divano e che suona la chitarra verso la fine del video. 
Nel video vediamo comparire Evan (ex membro della band di Avril) mentre suona la batteria, Devin Bronson (ex membro della band di Avril), Matt Lavigne, fratello di Avril, e Travis Barker, batterista della band pop-punk Blink-182.

## Tracce
CD singolo (versione standard)
1. The Best Damn Thing – 3:10
2. Sk8er Boi (live from MSN control room) – 3:46

CD singolo (versione premium)
1. The Best Damn Thing – 3:10
2. Girlfriend (live from MSN control room) – 4:06
3. Innocence (live from MSN control room) – 3:51
4. Hot (live from MSN control room) – 3:49
5. Losing Grip (live from MSN control room) – 4:10

## Successo commerciale
Il singolo, nonostante non venga pubblicato fisicamente in America, raggiunge la posizione numero 7 della Billboard Bubbling Under Hot 100 senza alcuna promozione. In Germania, debutta in posizione numero 64 diventando qui il singolo della cantante di minor successo. In Inghilterra e in altre nazioni, nonostante il video sia in rotazione in diversi canali musicali, il singolo non viene mai pubblicato. 
In Brasile la cantante conferma il suo successo guadagnando il platino per le oltre 100 000 copie vendute.

## Classifiche
| Classifica (2008)                     | Posizione massima |
| ------------------------------------- | ----------------- |
| Argentina                             | 10                |
| Austria                               | 51                |
| Billboard Canadian Hot 100            | 76                |
| Germania                              | 64                |
| Italia                                | 18                |
| Portogallo                            | 23                |
| Repubblica Ceca                       | 84                |
| U.S. Billboard Bubbling Under Hot 100 | 7                 |
| U.S. Billboard Pop 100                | 91                |